# Praxeologi
Praxeologi är vetenskapen om mänskliga handlingar, där att handla betyder att använda knappa medel för att uppnå specifika mål, eller, "purposeful behaviour". Termen myntades och definierades 1890 av Alfred Espinas i Revue Philosophique, men förknippas oftast med nationalekonomen Ludwig von Mises och dennes efterföljare inom den österrikiska skolan. Dessa ekonomer menar att hela nationalekonomin kan härledas ur studiet av individens handlingar. Till exempel anser de att marginalnyttan och tidspreferens kan förklaras och bevisas med absolut säkerhet utifrån praxeologin.
"Mänsklig handling är meningsfullt beteende." - Ludwig von Mises, Human Action: A Treatise on Economics (1949)
von Mises försökte finna grunden för ekonomin. Likt andra nationalekonomer av den österrikiska skolan avfärdade han empiriska observationer för att fastställa ekonomiska samband, då människor är alltför komplexa. Han menade att observationer av mänskliga handlingar, och extrapolering av historisk data alltid kommer lida av förbisedda faktorer på ett sätt som inte naturvetenskaperna gör.
Genom praxeologin härledde von Mises idén att varje medveten handling är menad att förbättra en persons grad av tillfredsställelse. Han påpekade att praxeologi inte berör individuella definitioner av tillfredsställelse, bara att det är tillfredsställelse handlande människor söker och uppnår genom att eliminera irritationer, eller, "uneasiness".